# Златото на крайморската степ
Златото на крайморската степ е български детски телевизионен филм (социално-психологическа драма) от 1984 година по сценарий на Анета Данчева. Режисьор е Теодоси Попов, а оператор Телериг Коларов. Музикално оформление Петър Лъджев. Художник - Георги Петров.
Със съдействието на Геопроучвателно предприятие гр. Варна и рудник Нефт и газ - Шабла.

## Актьорски състав
| В главните роли | Изпълнител       |
| --------------- | ---------------- |
|                 | Венцислав Вълчев |
|                 | Надя Матеева     |
|                 | Олга Павлова     |
|                 | Полина Велинова  |
|                 | Георги Кръстев   |